# Gabriella Pession
Gabriella Pession, née le 2 novembre 1977 à Daytona Beach (États-Unis), est une actrice italienne.

## Biographie
Gabriella Pession est la fille de parents italiens. Après avoir passé une grande partie de son enfance aux États-Unis, ils s'installent à Milan. 
Durant ses études, elle pratique du patinage de compétition, ce qui lui donne l'occasion de voyager à travers le monde. À l'âge de 14 ans, elle visite Saint-Pétersbourg. Durant un entraînement, Gabriella a une fracture au pied gauche : cet événement marque la fin de sa carrière.
Gabriella a obtenu un diplôme scientifique, et a étudié la philosophie à l'université. Elle pose comme modèle pour plusieurs campagnes publicitaires et des séances photos pour des magazines. En 1997, elle fait ses débuts au cinéma avec le film de Leonardo Pieraccioni.
Gabriella décide de poursuivre une carrière d'actrice. Elle déménage à Rome pour jouer dans des téléfilms.
Elle parle quatre langues : l'italien, l'anglais, l'espagnol et l'allemand.
Elle est connue pour avoir défendu les droits des animaux et travaille avec divers groupes de protection des animaux à but non lucratif. En mai 2012, elle a participé, en collaboration avec Giorgio Panariello, à la mobilisation de protestation contre le massacre des chiens en Ukraine en vue du championnat d'Europe de football de juin 2012.
Elle est principalement connue en France et en Belgique pour son rôle d'Eva Vittoria dans Crossing Lines. Elle est d'ailleurs en couple avec l'un de ses partenaires, Richard Flood, avec qui elle a eu un enfant, Giulio, 
en juin 2014.

## Filmographie

### Cinéma
- 1997 : Fuochi d'artificio de Leonardo Pieraccioni
- 1999 : Ferdinando e Carolina de Lina Wertmüller
- 2000 : Voci de Franco Giraldi
- 2004 : L'amore è eterno finché dura de Carlo Verdone
- 2005 : L'uomo perfetto de Luca Lucini
- 2007 : Las 13 rosas d'Emilio Martínez-Lázaro
- 2008 : Le Piquant de la vie (Mejor que nunca) de Dolores Payas : Sybilla
- 2009 : Oggi sposi de Luca Lucini
- 2011 : Ex - Amici come prima! de Carlo Vanzina

### Télévision
- 1999 : Jésus de Roger Young
- 2002 : Un sacré détective (Don Matteo) - épisode 7, saison 3
- 2005 : Il capitano (it) de Vittorio Sindoni
- 2004-2006 : Orgoglio (série télévisée)
- 2006 : Graffio di tigre de Alfredo Peyretti
- 2006-2008 : Capri (série télévisée)
- 2009 : Mannaggia alla miseria de Lina Wertmüller
- 2011 : Rossella de Gianni Lepre
- 2011 : Wilfred (série télévisée) - épisode 12, saison 1
- 2013-2014 : Crossing Lines (série télévisée)
- 2017 : La porta rossa (série télévisée, 2017) -        12 épisodes, saison 1 (Anna Cagliostro)
- 2024 : Those About to Die de Roland Emmerich et Marco Kreuzpaintner : Antonia